# Convocações para a Copa do Mundo FIFA de 2018
Este artigo lista os convocados para a Copa do Mundo FIFA de 2018, competição que foi realizada na Rússia, entre 14 de junho e 15 de julho de 2018. Um total de 23 jogadores foram convocados por cada seleção, sendo obrigatoriamente 3 goleiros. Todas as seleções precisaram enviar uma lista provisória com 35 jogadores convocados até 14 de maio de 2018. O prazo para envio da lista final com os 23 jogadores foi até 4 de junho de 2018.

## Grupo A

### Arábia Saudita
Treinador:  Juan Antonio Pizzi
O plantel preliminar de 28 homens foi anunciado em 17 de maio de 2018. A convocação final foi anunciada em 4 de junho de 2018.
| No. | Pos. | Jogador               | Idade                             | Jogos | Gols | Clube       |
| --- | ---- | --------------------- | --------------------------------- | ----- | ---- | ----------- |
| 1   | GR   | Abdullah Al-Mayouf    | 23 de janeiro de 1987 (38 anos)   | 9     | 0    | Al-Hilal    |
| 2   | D    | Mansoor Al-Harbi      | 19 de outubro de 1987 (37 anos)   | 37    | 1    | Al-Ahli     |
| 3   | D    | Osama Hawsawi         | 31 de março de 1984 (40 anos)     | 133   | 7    | Al-Hilal () |
| 4   | D    | Ali Al-Bulaihi        | 21 de novembro de 1989 (35 anos)  | 1     | 0    | Al-Hilal    |
| 5   | D    | Omar Hawsawi          | 27 de setembro de 1985 (39 anos)  | 40    | 3    | Al-Nassr    |
| 6   | D    | Mohammed Al-Breik     | 15 de setembro de 1992 (32 anos)  | 9     | 1    | Al-Hilal    |
| 7   | M    | Salman Al-Faraj       | 1 de agosto de 1989 (35 anos)     | 40    | 3    | Al-Hilal    |
| 8   | M    | Yahya Al-Shehri       | 26 de junho de 1990 (34 anos)     | 55    | 7    | Leganés     |
| 9   | M    | Hattan Bahebri        | 16 de julho de 1992 (32 anos)     | 3     | 0    | Al-Shabab   |
| 10  | A    | Mohammad Al-Sahlawi   | 10 de janeiro de 1987 (38 anos)   | 38    | 28   | Al-Nassr    |
| 11  | M    | Abdulmalek Al-Khaibri | 13 de março de 1986 (39 anos)     | 35    | 0    | Al-Hilal    |
| 12  | M    | Mohamed Kanno         | 22 de setembro de 1994 (30 anos)  | 5     | 1    | Al-Hilal    |
| 13  | D    | Yasser Al-Shahrani    | 25 de maio de 1992 (32 anos)      | 34    | 0    | Al-Hilal    |
| 14  | M    | Abdullah Otayf        | 3 de agosto de 1992 (32 anos)     | 14    | 1    | Al-Hilal    |
| 15  | M    | Abdullah Al-Khaibari  | 16 de agosto de 1996 (28 anos)    | 3     | 0    | Al-Shabab   |
| 16  | M    | Housain Al-Mogahwi    | 28 de janeiro de 1988 (37 anos)   | 15    | 1    | Al-Ahli     |
| 17  | M    | Taisir Al-Jassim      | 25 de julho de 1984 (40 anos)     | 129   | 18   | Al-Ahli     |
| 18  | M    | Salem Al-Dawsari      | 19 de agosto de 1991 (33 anos)    | 30    | 4    | Villarreal  |
| 19  | A    | Fahad Al-Muwallad     | 14 de setembro de 1994 (30 anos)  | 42    | 10   | Levante     |
| 20  | A    | Muhannad Assiri       | 14 de outubro de 1986 (38 anos)   | 17    | 4    | Al-Ahli     |
| 21  | GR   | Yasser Al Mosailem    | 27 de fevereiro de 1984 (41 anos) | 32    | 0    | Al-Ahli     |
| 22  | GR   | Mohammed Al-Owais     | 10 de outubro de 1991 (33 anos)   | 5     | 0    | Al-Ahli     |
| 23  | D    | Motaz Hawsawi         | 17 de fevereiro de 1992 (33 anos) | 15    | 0    | Al-Ahli     |

### Egito
Treinador:  Héctor Cúper
A lista preliminar de 29 jogadores foi divulgada em 14 de maio de 2018. A convocação final foi anunciada em 4 de junho de 2018.
| No. | Pos. | Jogador             | Idade                             | Jogos | Gols | Clube                |
| --- | ---- | ------------------- | --------------------------------- | ----- | ---- | -------------------- |
| 1   | GR   | Essam El-Hadary     | 15 de janeiro de 1973 (52 anos)   | 156   | 0    | Al-Taawoun ()        |
| 2   | D    | Ali Gabr            | 1 de janeiro de 1989 (36 anos)    | 20    | 1    | West Bromwich Albion |
| 3   | D    | Ahmed Elmohamady    | 9 de setembro de 1987 (37 anos)   | 76    | 2    | Aston Villa          |
| 4   | M    | Omar Gaber          | 30 de janeiro de 1992 (33 anos)   | 23    | 0    | Los Angeles FC       |
| 5   | M    | Sam Morsy           | 10 de setembro de 1991 (33 anos)  | 3     | 0    | Wigan Athletic       |
| 6   | D    | Ahmed Hegazy        | 25 de janeiro de 1991 (34 anos)   | 43    | 1    | West Bromwich Albion |
| 7   | D    | Ahmed Fathy         | 10 de novembro de 1984 (40 anos)  | 124   | 3    | Al-Ahly              |
| 8   | M    | Tarek Hamed         | 24 de outubro de 1988 (36 anos)   | 19    | 0    | Zamalek              |
| 9   | A    | Marwan Mohsen       | 26 de fevereiro de 1989 (36 anos) | 22    | 4    | Al-Ahly              |
| 10  | A    | Mohamed Salah       | 15 de junho de 1992 (32 anos)     | 57    | 33   | Liverpool            |
| 11  | A    | Kahraba             | 13 de abril de 1994 (30 anos)     | 17    | 3    | Al-Ittihad           |
| 12  | D    | Ayman Ashraf        | 9 de abril de 1991 (33 anos)      | 4     | 0    | Al-Ahly              |
| 13  | D    | Mohamed Abdel-Shafy | 1 de julho de 1985 (39 anos)      | 49    | 1    | Al-Fateh             |
| 14  | A    | Ramadan Sobhi       | 23 de janeiro de 1997 (28 anos)   | 21    | 1    | Stoke City           |
| 15  | D    | Mahmoud Hamdy       | 1 de junho de 1995 (29 anos)      | 0     | 0    | Zamalek              |
| 16  | GR   | Sherif Ekramy       | 10 de julho de 1983 (41 anos)     | 22    | 0    | Al-Ahly              |
| 17  | M    | Mohamed Elneny      | 11 de julho de 1992 (32 anos)     | 60    | 5    | Arsenal              |
| 18  | A    | Shikabala           | 5 de março de 1986 (39 anos)      | 28    | 2    | Al-Raed              |
| 19  | M    | Abdallah Said       | 13 de julho de 1985 (39 anos)     | 34    | 6    | KuPS                 |
| 20  | D    | Saad Samir          | 1 de abril de 1989 (35 anos)      | 10    | 0    | Al-Ahly              |
| 21  | M    | Trézéguet           | 1 de outubro de 1994 (30 anos)    | 22    | 2    | Kasımpaşa            |
| 22  | A    | Amr Warda           | 17 de setembro de 1993 (31 anos)  | 14    | 0    | Atromitos            |
| 23  | GR   | Mohamed El-Shenawy  | 18 de dezembro de 1988 (36 anos)  | 1     | 0    | Al-Ahly              |

### Rússia
Treinador:  Stanislav Cherchesov
A lista preliminar de 28 jogadores foi divulgada em 11 de maio. A convocação final foi anunciada em 3 de junho de 2018.
| No. | Pos. | Jogador            | Idade                             | Jogos | Gols | Clube            |
| --- | ---- | ------------------ | --------------------------------- | ----- | ---- | ---------------- |
| 1   | GR   | Igor Akinfeev      | 8 de abril de 1986 (38 anos)      | 104   | 0    | CSKA Moscou ()   |
| 2   | D    | Mário Fernandes    | 19 de setembro de 1990 (34 anos)  | 3     | 0    | CSKA Moscou      |
| 3   | D    | Ilya Kutepov       | 29 de julho de 1993 (31 anos)     | 6     | 0    | Spartak Moscou   |
| 4   | D    | Sergey Ignashevich | 14 de julho de 1979 (45 anos)     | 120   | 8    | CSKA Moscou      |
| 5   | D    | Andrey Semyonov    | 24 de março de 1989 (35 anos)     | 6     | 0    | Akhmat Grozny    |
| 6   | M    | Denis Cheryshev    | 26 de dezembro de 1990 (34 anos)  | 10    | 0    | Villarreal       |
| 7   | M    | Daler Kuzyayev     | 15 de janeiro de 1993 (32 anos)   | 4     | 0    | Zenit            |
| 8   | M    | Yury Gazinsky      | 20 de julho de 1989 (35 anos)     | 5     | 0    | Krasnodar        |
| 9   | M    | Alan Dzagoyev      | 17 de junho de 1990 (34 anos)     | 55    | 9    | CSKA Moscou      |
| 10  | A    | Fyodor Smolov      | 5 de fevereiro de 1990 (35 anos)  | 30    | 12   | Krasnodar        |
| 11  | M    | Roman Zobnin       | 11 de fevereiro de 1994 (31 anos) | 10    | 0    | Spartak Moscou   |
| 12  | GR   | Andrey Lunyov      | 13 de novembro de 1991 (33 anos)  | 3     | 0    | Zenit            |
| 13  | D    | Fyodor Kudryashov  | 5 de abril de 1987 (37 anos)      | 17    | 0    | Rubin Kazan      |
| 14  | D    | Vladimir Granat    | 22 de maio de 1987 (37 anos)      | 11    | 1    | Rubin Kazan      |
| 15  | M    | Aleksei Miranchuk  | 17 de outubro de 1995 (29 anos)   | 4     | 0    | Lokomotiv Moscou |
| 16  | M    | Anton Mirantchuk   | 17 de outubro de 1995 (29 anos)   | 4     | 0    | Lokomotiv Moscou |
| 17  | M    | Aleksandr Golovin  | 30 de maio de 1996 (28 anos)      | 17    | 2    | CSKA Moscou      |
| 18  | M    | Yuri Zhirkov       | 20 de agosto de 1983 (41 anos)    | 82    | 2    | Zenit            |
| 19  | M    | Aleksandr Samedov  | 19 de julho de 1984 (40 anos)     | 46    | 6    | Spartak Moscou   |
| 20  | GR   | Vladimir Gabulov   | 19 de outubro de 1983 (41 anos)   | 10    | 0    | Brugge           |
| 21  | M    | Aleksandr Yerokhin | 13 de outubro de 1989 (35 anos)   | 16    | 0    | Zenit            |
| 22  | A    | Artem Dzyuba       | 22 de agosto de 1988 (36 anos)    | 22    | 11   | Arsenal Tula     |
| 23  | D    | Igor Smolnikov     | 8 de agosto de 1988 (36 anos)     | 25    | 0    | Zenit            |

### Uruguai
Treinador:  Óscar Tabárez
A equipe preliminar de 26 homens foi anunciada em 15 de maio de 2018. A convocação final foi anunciada em 2 de junho de 2018.
| No. | Pos. | Jogador                | Idade                             | Jogos | Gols | Clube               |
| --- | ---- | ---------------------- | --------------------------------- | ----- | ---- | ------------------- |
| 1   | GR   | Fernando Muslera       | 16 de junho de 1986 (31 anos)     | 96    | 0    | Galatasaray         |
| 2   | D    | José Giménez           | 20 de janeiro de 1995 (23 anos)   | 41    | 4    | Atlético Madrid     |
| 3   | D    | Diego Godín            | 16 de fevereiro de 1986 (32 anos) | 115   | 8    | Atlético Madrid ()  |
| 4   | D    | Guillermo Varela       | 24 de março de 1993 (25 anos)     | 3     | 0    | Peñarol             |
| 5   | M    | Carlos Sánchez         | 2 de dezembro de 1984 (33 anos)   | 35    | 1    | Monterrey           |
| 6   | M    | Rodrigo Bentancur      | 5 de junho de 1997 (21 anos)      | 6     | 0    | Juventus            |
| 7   | M    | Cristian Rodríguez     | 30 de setembro de 1985 (32 anos)  | 104   | 11   | Peñarol             |
| 8   | M    | Nahitan Nández         | 28 de dezembro de 1995 (22 anos)  | 11    | 0    | Boca Juniors        |
| 9   | A    | Luis Suárez            | 24 de janeiro de 1987 (31 anos)   | 97    | 50   | Barcelona           |
| 10  | A    | Giorgian De Arrascaeta | 1 de maio de 1994 (24 anos)       | 13    | 1    | Cruzeiro            |
| 11  | A    | Cristhian Stuani       | 10 de dezembro de 1986 (31 anos)  | 40    | 5    | Girona              |
| 12  | GR   | Martín Campaña         | 29 de maio de 1989 (29 anos)      | 1     | 0    | Independiente       |
| 13  | D    | Gastón Silva           | 5 de março de 1994 (24 anos)      | 17    | 0    | Independiente       |
| 14  | M    | Lucas Torreira         | 11 de fevereiro de 1996 (22 anos) | 2     | 0    | Sampdoria           |
| 15  | M    | Matías Vecino          | 24 de agosto de 1991 (26 anos)    | 21    | 1    | Internazionale      |
| 16  | D    | Maxi Pereira           | 8 de junho de 1984 (34 anos)      | 124   | 3    | Porto               |
| 17  | M    | Diego Laxalt           | 7 de fevereiro de 1993 (25 anos)  | 5     | 0    | Genoa               |
| 18  | A    | Maxi Gómez             | 14 de agosto de 1996 (21 anos)    | 4     | 0    | Celta Vigo          |
| 19  | D    | Sebastián Coates       | 7 de outubro de 1990 (27 anos)    | 30    | 1    | Sporting CP         |
| 20  | A    | Jonathan Urretaviscaya | 19 de março de 1990 (28 anos)     | 4     | 0    | Monterrey           |
| 21  | A    | Edinson Cavani         | 14 de fevereiro de 1987 (31 anos) | 100   | 42   | Paris Saint-Germain |
| 22  | D    | Martín Cáceres         | 7 de abril de 1987 (31 anos)      | 75    | 4    | Lazio               |
| 23  | GR   | Martín Silva           | 23 de março de 1983 (35 anos)     | 11    | 0    | Vasco da Gama       |

## Grupo B

### Espanha
Treinador:  Fernando Hierro
A convocação final foi anunciada em 21 de maio de 2018. Em 13 de julho, o treinador Julen Lopetegui foi demitido. No mesmo dia, Fernando Hierro foi escolhido como técnico.
| No. | Pos. | Jogador           | Idade                             | Jogos | Gols | Clube              |
| --- | ---- | ----------------- | --------------------------------- | ----- | ---- | ------------------ |
| 1   | GR   | David de Gea      | 7 de novembro de 1990 (34 anos)   | 27    | 0    | Manchester United  |
| 2   | D    | Dani Carvajal     | 11 de janeiro de 1992 (33 anos)   | 15    | 0    | Real Madrid        |
| 3   | D    | Gerard Piqué      | 2 de fevereiro de 1987 (38 anos)  | 96    | 5    | Barcelona          |
| 4   | D    | Nacho             | 18 de janeiro de 1990 (35 anos)   | 15    | 0    | Real Madrid        |
| 5   | M    | Sergio Busquets   | 16 de julho de 1988 (36 anos)     | 102   | 2    | Barcelona          |
| 6   | M    | Andrés Iniesta    | 11 de maio de 1984 (40 anos)      | 125   | 14   | Barcelona          |
| 7   | M    | Saúl              | 21 de novembro de 1994 (30 anos)  | 9     | 0    | Atlético de Madrid |
| 8   | M    | Koke              | 8 de janeiro de 1992 (33 anos)    | 38    | 0    | Atlético de Madrid |
| 9   | A    | Rodrigo           | 6 de março de 1991 (34 anos)      | 4     | 2    | Valencia           |
| 10  | M    | Thiago Alcântara  | 11 de abril de 1991 (33 anos)     | 27    | 2    | Bayern de Munique  |
| 11  | A    | Lucas Vázquez     | 1 de julho de 1991 (33 anos)      | 5     | 0    | Real Madrid        |
| 12  | D    | Álvaro Odriozola  | 14 de dezembro de 1995 (29 anos)  | 2     | 0    | Real Sociedad      |
| 13  | GR   | Kepa Arrizabalaga | 3 de outubro de 1994 (30 anos)    | 1     | 0    | Athletic Bilbao    |
| 14  | D    | César Azpilicueta | 28 de agosto de 1989 (35 anos)    | 21    | 0    | Chelsea            |
| 15  | D    | Sergio Ramos      | 30 de março de 1986 (38 anos)     | 151   | 13   | Real Madrid ()     |
| 16  | D    | Nacho Monreal     | 26 de fevereiro de 1986 (39 anos) | 21    | 1    | Arsenal            |
| 17  | A    | Iago Aspas        | 1 de agosto de 1987 (37 anos)     | 8     | 4    | Celta de Vigo      |
| 18  | D    | Jordi Alba        | 21 de março de 1989 (35 anos)     | 60    | 8    | Barcelona          |
| 19  | A    | Diego Costa       | 7 de outubro de 1988 (36 anos)    | 18    | 7    | Atlético de Madrid |
| 20  | M    | Marco Asensio     | 21 de janeiro de 1996 (29 anos)   | 10    | 0    | Real Madrid        |
| 21  | A    | David Silva       | 8 de janeiro de 1986 (39 anos)    | 119   | 35   | Manchester City    |
| 22  | M    | Isco              | 21 de abril de 1992 (32 anos)     | 27    | 10   | Real Madrid        |
| 23  | GR   | Pepe Reina        | 31 de agosto de 1982 (42 anos)    | 36    | 0    | Napoli             |

### Irã
Treinador:  Carlos Queiroz
O pelotão preliminar de 35 homens foi anunciado em 13 de maio de 2018. Este foi reduzido para uma lista provisória de 24 homens divulgada em 20 de maio de 2018. A convocação final foi anunciada em 4 de junho de 2018.
| No. | Pos. | Jogador                  | Idade                             | Jogos | Gols | Clube             |
| --- | ---- | ------------------------ | --------------------------------- | ----- | ---- | ----------------- |
| 1   | GR   | Alireza Beiranvand       | 21 de setembro de 1992 (32 anos)  | 20    | 0    | Persepolis        |
| 2   | M    | Mehdi Torabi             | 10 de setembro de 1994 (30 anos)  | 15    | 4    | Saipa             |
| 3   | D    | Ehsan Hajsafi            | 25 de fevereiro de 1990 (35 anos) | 92    | 6    | Olympiacos        |
| 4   | D    | Rouzbeh Cheshmi          | 24 de julho de 1993 (31 anos)     | 8     | 1    | Esteghlal         |
| 5   | D    | Milad Mohammadi          | 29 de setembro de 1993 (31 anos)  | 17    | 0    | Akhmat Grozny     |
| 6   | M    | Saeid Ezatolahi          | 1 de outubro de 1996 (28 anos)    | 25    | 1    | Amkar Perm        |
| 7   | M    | Masoud Shojaei           | 9 de junho de 1984 (40 anos)      | 72    | 8    | AEK ()            |
| 8   | D    | Morteza Pouraliganji     | 19 de abril de 1992 (32 anos)     | 25    | 2    | Al-Sadd           |
| 9   | M    | Omid Ebrahimi            | 16 de setembro de 1987 (37 anos)  | 28    | 0    | Esteghlal         |
| 10  | A    | Karim Ansarifard         | 3 de abril de 1990 (34 anos)      | 62    | 16   | Olympiacos        |
| 11  | M    | Vahid Amiri              | 2 de abril de 1988 (36 anos)      | 34    | 1    | Persepolis        |
| 12  | GR   | Mohammad Rashid Mazaheri | 18 de maio de 1989 (35 anos)      | 3     | 0    | Zob Ahan Esfahan  |
| 13  | D    | Mohammad Reza Khanzadeh  | 11 de maio de 1991 (33 anos)      | 11    | 1    | Padideh           |
| 14  | A    | Saman Ghoddos            | 6 de setembro de 1993 (31 anos)   | 6     | 1    | Östersund         |
| 15  | D    | Pejman Montazeri         | 6 de setembro de 1983 (41 anos)   | 46    | 1    | Esteghlal         |
| 16  | A    | Reza Ghoochannejhad      | 20 de setembro de 1987 (37 anos)  | 41    | 17   | Heerenveen        |
| 17  | A    | Mehdi Taremi             | 18 de julho de 1992 (32 anos)     | 24    | 11   | Al-Gharafa        |
| 18  | A    | Alireza Jahanbakhsh      | 11 de agosto de 1993 (31 anos)    | 36    | 4    | AZ                |
| 19  | D    | Majid Hosseini           | 20 de junho de 1996 (28 anos)     | 1     | 0    | Esteghlal         |
| 20  | A    | Sardar Azmoun            | 1 de janeiro de 1995 (30 anos)    | 31    | 23   | Rubin Kazan       |
| 21  | M    | Ashkan Dejagah           | 5 de julho de 1986 (38 anos)      | 44    | 8    | Nottingham Forest |
| 22  | GR   | Amir Abedzadeh           | 26 de abril de 1993 (31 anos)     | 1     | 0    | Marítimo          |
| 23  | D    | Ramin Rezaeian           | 21 de março de 1990 (34 anos)     | 26    | 2    | Oostende          |

### Marrocos
Treinador:  Hervé Renard
A convocação final foi anunciada em 4 de junho de 2018.
| No. | Pos. | Jogador                | Idade                             | Jogos | Gols | Clube                   |
| --- | ---- | ---------------------- | --------------------------------- | ----- | ---- | ----------------------- |
| 1   | GR   | Yassine Bounou         | 5 de abril de 1991 (33 anos)      | 10    | 0    | Girona                  |
| 2   | D    | Achraf Hakimi          | 4 de novembro de 1998 (26 anos)   | 7     | 1    | Real Madrid             |
| 3   | D    | Hamza Mendyl           | 21 de outubro de 1997 (27 anos)   | 11    | 0    | Lille                   |
| 4   | D    | Manuel da Costa        | 6 de maio de 1986 (38 anos)       | 25    | 1    | İstanbul Başakşehir     |
| 5   | D    | Mehdi Benatia          | 17 de abril de 1987 (37 anos)     | 54    | 2    | Juventus ()             |
| 6   | D    | Romain Saïss           | 26 de março de 1990 (34 anos)     | 21    | 1    | Wolverhampton Wanderers |
| 7   | M    | Hakim Ziyech           | 19 de março de 1993 (32 anos)     | 15    | 8    | Ajax                    |
| 8   | M    | Karim El Ahmadi        | 27 de janeiro de 1985 (40 anos)   | 48    | 1    | Feyenoord               |
| 9   | A    | Ayoub El Kaabi         | 26 de junho de 1993 (31 anos)     | 8     | 10   | RS Berkane              |
| 10  | M    | Younès Belhanda        | 25 de fevereiro de 1990 (35 anos) | 44    | 3    | Galatasaray             |
| 11  | M    | Fayçal Fajr            | 1 de agosto de 1988 (36 anos)     | 21    | 2    | Getafe                  |
| 12  | GR   | Munir Mohamedi         | 10 de maio de 1989 (35 anos)      | 25    | 0    | Numancia                |
| 13  | A    | Khalid Boutaïb         | 24 de abril de 1987 (37 anos)     | 15    | 7    | Yeni Malatyaspor        |
| 14  | M    | Mbark Boussoufa        | 15 de agosto de 1984 (40 anos)    | 56    | 7    | Al-Jazira               |
| 15  | M    | Youssef Aït Bennasser  | 7 de julho de 1996 (28 anos)      | 11    | 0    | Caen                    |
| 16  | M    | Nordin Amrabat         | 31 de março de 1987 (37 anos)     | 41    | 4    | Leganés                 |
| 17  | D    | Nabil Dirar            | 25 de fevereiro de 1986 (39 anos) | 34    | 3    | Fenerbahçe              |
| 18  | M    | Amine Harit            | 18 de junho de 1997 (27 anos)     | 3     | 0    | Schalke 04              |
| 19  | A    | Youssef En-Nesyri      | 1 de junho de 1997 (27 anos)      | 15    | 1    | Málaga                  |
| 20  | A    | Aziz Bouhaddouz        | 29 de janeiro de 1987 (38 anos)   | 13    | 3    | St. Pauli               |
| 21  | M    | Sofyan Amrabat         | 21 de agosto de 1996 (28 anos)    | 4     | 0    | Feyenoord               |
| 22  | GR   | Ahmed Reda Tagnaouti   | 5 de abril de 1996 (28 anos)      | 2     | 0    | IR Tanger               |
| 23  | M    | Mehdi Carcela-Gonzalez | 1 de julho de 1989 (35 anos)      | 19    | 1    | Standard Liège          |

### Portugal
Treinador:  Fernando Santos
A convocatória final foi anunciada em 17 de maio de 2018.
| No. | Pos. | Jogador           | Idade                             | Jogos | Gols | Clube                |
| --- | ---- | ----------------- | --------------------------------- | ----- | ---- | -------------------- |
| 1   | GR   | Rui Patrício      | 15 de fevereiro de 1988 (37 anos) | 68    | 0    | Sporting             |
| 2   | D    | Bruno Alves       | 27 de novembro de 1981 (43 anos)  | 95    | 11   | Rangers FC           |
| 3   | D    | Pepe              | 26 de fevereiro de 1983 (42 anos) | 92    | 5    | Beşiktaş             |
| 4   | M    | Manuel Fernandes  | 5 de fevereiro de 1986 (39 anos)  | 12    | 3    | Lokomotiv de Moscovo |
| 5   | D    | Raphaël Guerreiro | 22 de dezembro de 1993 (31 anos)  | 21    | 2    | Borussia Dortmund    |
| 6   | D    | José Fonte        | 22 de dezembro de 1983 (41 anos)  | 28    | 0    | Dalian Yifang        |
| 7   | A    | Cristiano Ronaldo | 5 de fevereiro de 1985 (40 anos)  | 149   | 81   | Juventus ()          |
| 8   | M    | João Moutinho     | 8 de setembro de 1986 (38 anos)   | 107   | 7    | Monaco               |
| 9   | A    | André Silva       | 6 de novembro de 1995 (29 anos)   | 20    | 11   | Milan                |
| 10  | M    | João Mário        | 19 de janeiro de 1993 (32 anos)   | 33    | 1    | West Ham             |
| 11  | M    | Bernardo Silva    | 10 de agosto de 1994 (30 anos)    | 22    | 2    | Manchester City      |
| 12  | GR   | Anthony Lopes     | 1 de outubro de 1990 (34 anos)    | 6     | 0    | Lyon                 |
| 13  | D    | Rúben Dias        | 14 de maio de 1997 (27 anos)      | 0     | 0    | Benfica              |
| 14  | M    | William Carvalho  | 7 de abril de 1992 (32 anos)      | 40    | 2    | Sporting             |
| 15  | D    | Ricardo Pereira   | 6 de outubro de 1993 (31 anos)    | 3     | 0    | FC Porto             |
| 16  | M    | Bruno Fernandes   | 8 de setembro de 1994 (30 anos)   | 4     | 0    | Sporting             |
| 17  | A    | Gonçalo Guedes    | 29 de novembro de 1996 (28 anos)  | 7     | 1    | Valencia             |
| 18  | A    | Gelson Martins    | 11 de maio de 1995 (29 anos)      | 17    | 0    | Sporting             |
| 19  | D    | Mário Rui         | 27 de maio de 1991 (33 anos)      | 1     | 0    | Napoli               |
| 20  | A    | Ricardo Quaresma  | 26 de setembro de 1983 (41 anos)  | 74    | 9    | Beşiktaş             |
| 21  | D    | Cédric Soares     | 1 de agosto de 1991 (33 anos)     | 26    | 1    | Southampton          |
| 22  | GR   | Beto              | 1 de junho de 1982 (42 anos)      | 13    | 0    | Göztepe              |
| 23  | M    | Adrien Silva      | 15 de março de 1989 (36 anos)     | 21    | 1    | Leicester City       |

## Grupo C

### Austrália
Treinador:  Bert van Marwijk
O plantel preliminar de 32 jogadores foi divulgado em 6 de maio de 2018. A lista final foi anunciada em 2 de junho de 2018.
| No. | Pos. | Jogador          | Idade                            | Jogos | Gols | Clube                    |
| --- | ---- | ---------------- | -------------------------------- | ----- | ---- | ------------------------ |
| 1   | GR   | Mathew Ryan      | 8 de abril de 1992 (32 anos)     | 42    | 0    | Brighton & Hove Albion   |
| 2   | D    | Milos Degenek    | 28 de abril de 1994 (30 anos)    | 17    | 0    | Yokohama F. Marinos      |
| 3   | D    | James Meredith   | 5 de abril de 1988 (36 anos)     | 2     | 0    | Millwall                 |
| 4   | A    | Tim Cahill       | 6 de dezembro de 1979 (45 anos)  | 105   | 50   | Millwall                 |
| 5   | D    | Mark Milligan    | 4 de agosto de 1985 (39 anos)    | 69    | 6    | Al-Ahli                  |
| 6   | D    | Matthew Jurman   | 8 de dezembro de 1989 (35 anos)  | 4     | 0    | Suwon Samsung Bluewings  |
| 7   | A    | Mathew Leckie    | 4 de fevereiro de 1991 (34 anos) | 51    | 6    | Hertha BSC               |
| 8   | M    | Massimo Luongo   | 25 de setembro de 1992 (32 anos) | 34    | 5    | Queens Park Rangers      |
| 9   | A    | Tomi Juric       | 22 de julho de 1991 (33 anos)    | 34    | 8    | Luzern                   |
| 10  | A    | Robbie Kruse     | 5 de outubro de 1988 (36 anos)   | 62    | 5    | VfL Bochum               |
| 11  | A    | Andrew Nabbout   | 17 de dezembro de 1992 (32 anos) | 2     | 0    | Urawa Red Diamonds       |
| 12  | GR   | Brad Jones       | 19 de março de 1982 (43 anos)    | 5     | 0    | Feyenoord                |
| 13  | M    | Aaron Mooy       | 15 de setembro de 1990 (34 anos) | 32    | 5    | Huddersfield Town        |
| 14  | A    | Jamie Maclaren   | 29 de julho de 1993 (31 anos)    | 5     | 0    | Hibernian                |
| 15  | M    | Mile Jedinak     | 3 de agosto de 1984 (40 anos)    | 75    | 18   | Aston Villa ()           |
| 16  | D    | Aziz Behich      | 16 de outubro de 1990 (34 anos)  | 21    | 2    | Bursaspor                |
| 17  | A    | Daniel Arzani    | 4 de janeiro de 1999 (26 anos)   | 0     | 0    | Melbourne City           |
| 18  | GR   | Danny Vukovic    | 27 de março de 1985 (39 anos)    | 1     | 0    | Genk                     |
| 19  | D    | Josh Risdon      | 27 de julho de 1992 (32 anos)    | 6     | 0    | Western Sydney Wanderers |
| 20  | D    | Trent Sainsbury  | 5 de janeiro de 1992 (33 anos)   | 33    | 3    | Grasshoppers             |
| 21  | A    | Dimitri Petratos | 10 de novembro de 1992 (32 anos) | 1     | 0    | Newcastle Jets           |
| 22  | M    | Jackson Irvine   | 7 de março de 1993 (32 anos)     | 17    | 2    | Hull City                |
| 23  | M    | Tom Rogic        | 16 de dezembro de 1992 (32 anos) | 35    | 7    | Celtic                   |

### Dinamarca
Treinador:  Åge Hareide
O plantel preliminar de 35 homens foi anunciado em 14 de maio de 2018. A lista final foi anunciada em 3 de junho de 2018.
| No. | Pos. | Jogador             | Idade                             | Jogos | Gols | Clube                    |
| --- | ---- | ------------------- | --------------------------------- | ----- | ---- | ------------------------ |
| 1   | GR   | Kasper Schmeichel   | 5 de novembro de 1986 (31 anos)   | 34    | 0    | Leicester City           |
| 2   | M    | Michael Krohn-Dehli | 6 de junho de 1983 (35 anos)      | 57    | 6    | Deportivo La Coruña      |
| 3   | D    | Jannik Vestergaard  | 3 de agosto de 1992 (25 anos)     | 15    | 1    | Borussia Mönchengladbach |
| 4   | D    | Simon Kjær          | 26 de março de 1989 (29 anos)     | 76    | 3    | Sevilla ()               |
| 5   | D    | Jonas Knudsen       | 16 de setembro de 1992 (25 anos)  | 3     | 0    | Ipswich Town             |
| 6   | D    | Andreas Christensen | 10 de abril de 1996 (22 anos)     | 14    | 1    | Chelsea                  |
| 7   | M    | William Kvist       | 24 de fevereiro de 1985 (33 anos) | 78    | 2    | Copenhagen               |
| 8   | M    | Thomas Delaney      | 3 de setembro de 1991 (26 anos)   | 25    | 4    | Werder Bremen            |
| 9   | A    | Nicolai Jørgensen   | 15 de janeiro de 1991 (27 anos)   | 29    | 8    | Feyenoord                |
| 10  | M    | Christian Eriksen   | 14 de fevereiro de 1992 (26 anos) | 77    | 21   | Tottenham Hotspur        |
| 11  | A    | Martin Braithwaite  | 5 de junho de 1991 (27 anos)      | 18    | 1    | Bordeaux                 |
| 12  | A    | Kasper Dolberg      | 6 de outubro de 1997 (20 anos)    | 4     | 1    | Ajax                     |
| 13  | D    | Mathias Jørgensen   | 23 de abril de 1990 (28 anos)     | 12    | 0    | Huddersfield Town        |
| 14  | D    | Henrik Dalsgaard    | 27 de julho de 1989 (28 anos)     | 9     | 0    | Brentford                |
| 15  | A    | Viktor Fischer      | 9 de junho de 1994 (24 anos)      | 17    | 3    | Copenhagen               |
| 16  | GR   | Jonas Lössl         | 1 de fevereiro de 1989 (29 anos)  | 1     | 0    | Huddersfield Town        |
| 17  | D    | Jens Stryger Larsen | 21 de fevereiro de 1991 (27 anos) | 11    | 1    | Udinese                  |
| 18  | M    | Lukas Lerager       | 12 de julho de 1993 (24 anos)     | 3     | 0    | Bordeaux                 |
| 19  | M    | Lasse Schöne        | 27 de maio de 1986 (32 anos)      | 34    | 3    | Ajax                     |
| 20  | A    | Yussuf Poulsen      | 15 de junho de 1994 (23 anos)     | 26    | 3    | RB Leipzig               |
| 21  | A    | Andreas Cornelius   | 16 de março de 1993 (25 anos)     | 18    | 4    | Atalanta                 |
| 22  | GR   | Frederik Rønnow     | 4 de agosto de 1992 (25 anos)     | 6     | 0    | Brøndby                  |
| 23  | M    | Pione Sisto         | 4 de fevereiro de 1995 (23 anos)  | 12    | 1    | Celta Vigo               |

### França
Treinador:  Didier Deschamps
A convocação final foi anunciada em 17 de maio de 2018. Numeração oficial divulgada no dia 24 de maio de 2018.
| No. | Pos. | Jogador           | Idade                             | Jogos | Gols | Clube                |
| --- | ---- | ----------------- | --------------------------------- | ----- | ---- | -------------------- |
| 1   | GR   | Hugo Lloris       | 26 de dezembro de 1986 (38 anos)  | 96    | 0    | Tottenham Hotspur () |
| 2   | D    | Benjamin Pavard   | 28 de março de 1996 (28 anos)     | 3     | 0    | Stuttgart            |
| 3   | D    | Presnel Kimpembe  | 13 de agosto de 1995 (29 anos)    | 1     | 0    | Paris Saint-Germain  |
| 4   | D    | Raphaël Varane    | 25 de abril de 1993 (31 anos)     | 41    | 2    | Real Madrid          |
| 5   | D    | Samuel Umtiti     | 14 de novembro de 1993 (31 anos)  | 16    | 1    | Barcelona            |
| 6   | M    | Paul Pogba        | 15 de março de 1993 (32 anos)     | 51    | 9    | Manchester United    |
| 7   | A    | Antoine Griezmann | 21 de março de 1991 (33 anos)     | 51    | 19   | Atlético de Madrid   |
| 8   | M    | Thomas Lemar      | 12 de novembro de 1995 (29 anos)  | 10    | 3    | Monaco               |
| 9   | A    | Olivier Giroud    | 30 de setembro de 1986 (38 anos)  | 71    | 30   | Chelsea              |
| 10  | A    | Kylian Mbappé     | 20 de dezembro de 1998 (26 anos)  | 12    | 3    | Paris Saint-Germain  |
| 11  | A    | Ousmane Dembélé   | 15 de maio de 1997 (27 anos)      | 9     | 1    | Barcelona            |
| 12  | M    | Corentin Tolisso  | 3 de agosto de 1994 (30 anos)     | 6     | 0    | Bayern de Munique    |
| 13  | M    | N'Golo Kanté      | 29 de março de 1991 (33 anos)     | 22    | 1    | Chelsea              |
| 14  | M    | Blaise Matuidi    | 9 de abril de 1987 (37 anos)      | 64    | 9    | Juventus             |
| 15  | M    | Steven N'Zonzi    | 15 de dezembro de 1988 (36 anos)  | 2     | 0    | Sevilla              |
| 16  | GR   | Steve Mandanda    | 28 de março de 1985 (39 anos)     | 26    | 0    | Marseille            |
| 17  | D    | Adil Rami         | 27 de dezembro de 1985 (39 anos)  | 33    | 1    | Marseille            |
| 18  | A    | Nabil Fekir       | 18 de julho de 1993 (31 anos)     | 10    | 1    | Lyon                 |
| 19  | D    | Djibril Sidibé    | 29 de julho de 1992 (32 anos)     | 15    | 1    | Monaco               |
| 20  | A    | Florian Thauvin   | 26 de janeiro de 1993 (32 anos)   | 3     | 0    | Marseille            |
| 21  | D    | Lucas Hernández   | 14 de fevereiro de 1996 (29 anos) | 2     | 0    | Atlético de Madrid   |
| 22  | D    | Benjamin Mendy    | 17 de julho de 1994 (30 anos)     | 4     | 0    | Manchester City      |
| 23  | GR   | Alphonse Aréola   | 27 de fevereiro de 1993 (32 anos) | 0     | 0    | Paris Saint-Germain  |

### Peru
Treinador:  Ricardo Gareca
A convocação final foi anunciada em 4 de junho de 2018.
| No. | Pos. | Jogador             | Idade                            | Jogos | Gols | Clube                |
| --- | ---- | ------------------- | -------------------------------- | ----- | ---- | -------------------- |
| 1   | GR   | Pedro Gallese       | 23 de abril de 1990 (28 anos)    | 36    | 0    | Veracruz             |
| 2   | D    | Alberto Rodríguez   | 31 de maio de 1984 (34 anos)     | 57    | 0    | Junior Barranquilla  |
| 3   | D    | Aldo Corzo          | 20 de maio de 1989 (29 anos)     | 23    | 0    | Universitario        |
| 4   | D    | Anderson Santamaría | 10 de janeiro de 1992 (26 anos)  | 2     | 0    | Puebla               |
| 5   | D    | Miguel Araujo       | 24 de outubro de 1994 (23 anos)  | 2     | 0    | Alianza Lima         |
| 6   | D    | Miguel Trauco       | 25 de agosto de 1992 (25 anos)   | 24    | 0    | Flamengo             |
| 7   | A    | Paolo Hurtado       | 27 de julho de 1990 (27 anos)    | 29    | 3    | Vitória de Guimarães |
| 8   | M    | Christian Cueva     | 23 de novembro de 1991 (26 anos) | 41    | 7    | São Paulo            |
| 9   | A    | Paolo Guerrero      | 1 de janeiro de 1984 (34 anos)   | 87    | 34   | Flamengo ()          |
| 10  | A    | Jefferson Farfán    | 26 de outubro de 1984 (33 anos)  | 81    | 24   | Lokomotiv Moscow     |
| 11  | A    | Raúl Ruidíaz        | 25 de julho de 1990 (27 anos)    | 29    | 4    | Monarcas Morelia     |
| 12  | GR   | Carlos Cáceda       | 27 de setembro de 1991 (26 anos) | 4     | 0    | Deportivo Municipal  |
| 13  | M    | Renato Tapia        | 28 de julho de 1995 (22 anos)    | 20    | 1    | Feyenoord            |
| 14  | A    | Andy Polo           | 29 de setembro de 1994 (23 anos) | 15    | 1    | Portland Timbers     |
| 15  | D    | Christian Ramos     | 4 de novembro de 1988 (29 anos)  | 63    | 3    | Veracruz             |
| 16  | M    | Wilder Cartagena    | 23 de setembro de 1994 (23 anos) | 2     | 0    | Veracruz             |
| 17  | D    | Luis Advíncula      | 2 de março de 1990 (28 anos)     | 62    | 0    | Lobos BUAP           |
| 18  | A    | André Carrillo      | 14 de junho de 1991 (27 anos)    | 42    | 4    | Watford              |
| 19  | M    | Yoshimar Yotún      | 7 de abril de 1990 (28 anos)     | 70    | 2    | Orlando City         |
| 20  | M    | Edison Flores       | 14 de maio de 1994 (24 anos)     | 26    | 9    | AaB Aalborg          |
| 21  | GR   | José Carvallo       | 1 de março de 1986 (32 anos)     | 5     | 0    | UTC                  |
| 22  | D    | Nilson Loyola       | 26 de outubro de 1994 (23 anos)  | 3     | 0    | Melgar               |
| 23  | M    | Pedro Aquino        | 13 de abril de 1995 (23 anos)    | 10    | 0    | Lobos BUAP           |

## Grupo D

### Argentina
Treinador:  Jorge Sampaoli
A convocação final foi anunciada em 21 de maio de 2018. Devido a uma lesão, Sergio Romero foi substituído por Nahuel Guzmán em 22 de maio de 2018. Numeração oficial divulgada no dia 29 de maio de 2018. Em 9 de junho, Enzo Pérez foi convocado para o lugar de Manuel Lanzini, também lesionado.
| No. | Pos. | Jogador            | Idade                             | Jogos | Gols | Clube               |
| --- | ---- | ------------------ | --------------------------------- | ----- | ---- | ------------------- |
| 1   | GR   | Nahuel Guzmán      | 10 de fevereiro de 1986 (39 anos) | 6     | 0    | Tigres UANL         |
| 2   | D    | Gabriel Mercado    | 18 de março de 1987 (38 anos)     | 20    | 3    | Sevilla             |
| 3   | D    | Nicolás Tagliafico | 31 de agosto de 1992 (32 anos)    | 3     | 0    | Ajax                |
| 4   | D    | Cristian Ansaldi   | 20 de setembro de 1986 (38 anos)  | 5     | 0    | Torino              |
| 5   | M    | Lucas Biglia       | 30 de janeiro de 1986 (39 anos)   | 36    | 1    | Milan               |
| 6   | D    | Federico Fazio     | 30 de janeiro de 1987 (38 anos)   | 8     | 1    | Roma                |
| 7   | M    | Éver Banega        | 29 de junho de 1988 (36 anos)     | 61    | 6    | Sevilla             |
| 8   | M    | Marcos Acuña       | 28 de outubro de 1991 (33 anos)   | 9     | 0    | Sporting            |
| 9   | A    | Gonzalo Higuaín    | 10 de dezembro de 1987 (37 anos)  | 70    | 31   | Juventus            |
| 10  | A    | Lionel Messi       | 24 de junho de 1987 (37 anos)     | 123   | 61   | Barcelona ()        |
| 11  | M    | Ángel Di María     | 21 de maio de 1988 (36 anos)      | 93    | 19   | Paris Saint-Germain |
| 12  | GR   | Franco Armani      | 16 de outubro de 1986 (38 anos)   | 0     | 0    | River Plate         |
| 13  | M    | Maximiliano Meza   | 15 de janeiro de 1992 (33 anos)   | 1     | 0    | Independiente       |
| 14  | M    | Javier Mascherano  | 8 de junho de 1984 (40 anos)      | 142   | 3    | Hebei China Fortune |
| 15  | M    | Enzo Pérez         | 2 de fevereiro de 1986 (39 anos)  | 23    | 1    | River Plate         |
| 16  | D    | Marcos Rojo        | 28 de novembro de 1990 (34 anos)  | 55    | 2    | Manchester United   |
| 17  | D    | Nicolás Otamendi   | 5 de julho de 1988 (36 anos)      | 53    | 4    | Manchester City     |
| 18  | M    | Eduardo Salvio     | 13 de julho de 1990 (34 anos)     | 8     | 0    | Benfica             |
| 19  | A    | Sergio Agüero      | 2 de junho de 1988 (36 anos)      | 84    | 36   | Manchester City     |
| 20  | M    | Giovani Lo Celso   | 9 de abril de 1996 (28 anos)      | 4     | 0    | Paris Saint-Germain |
| 21  | A    | Paulo Dybala       | 15 de novembro de 1993 (31 anos)  | 12    | 0    | Juventus            |
| 22  | A    | Cristian Pavón     | 21 de janeiro de 1996 (29 anos)   | 4     | 0    | Boca Juniors        |
| 23  | GR   | Wilfredo Caballero | 28 de setembro de 1981 (43 anos)  | 2     | 0    | Chelsea             |

### Croácia
Treinador: Zlatko Dalić
A equipe preliminar de 32 homens foi anunciada em 14 de maio de 2018. A lista final foi anunciada em 4 de junho de 2018.
| No. | Pos. | Jogador           | Idade                             | Jogos | Gols | Clube                 |
| --- | ---- | ----------------- | --------------------------------- | ----- | ---- | --------------------- |
| 1   | GR   | Dominik Livaković | 9 de janeiro de 1995 (23 anos)    | 1     | 0    | Dinamo Zagreb         |
| 2   | D    | Šime Vrsaljko     | 10 de janeiro de 1992 (26 anos)   | 34    | 0    | Atlético Madrid       |
| 3   | D    | Ivan Strinić      | 17 de julho de 1987 (30 anos)     | 42    | 0    | Sampdoria             |
| 4   | A    | Ivan Perišić      | 2 de fevereiro de 1989 (29 anos)  | 64    | 17   | Internazionale        |
| 5   | D    | Vedran Ćorluka    | 5 de fevereiro de 1986 (32 anos)  | 97    | 4    | Lokomotiv Moscow      |
| 6   | D    | Dejan Lovren      | 5 de julho de 1989 (28 anos)      | 37    | 2    | Liverpool             |
| 7   | M    | Ivan Rakitić      | 10 de março de 1988 (30 anos)     | 90    | 14   | Barcelona             |
| 8   | M    | Mateo Kovačić     | 6 de maio de 1994 (24 anos)       | 39    | 1    | Real Madrid           |
| 9   | A    | Andrej Kramarić   | 19 de junho de 1991 (26 anos)     | 29    | 8    | 1899 Hoffenheim       |
| 10  | M    | Luka Modrić       | 9 de setembro de 1985 (32 anos)   | 104   | 12   | Real Madrid (captain) |
| 11  | M    | Marcelo Brozović  | 16 de novembro de 1992 (25 anos)  | 33    | 6    | Internazionale        |
| 12  | GR   | Lovre Kalinić     | 3 de abril de 1990 (28 anos)      | 10    | 0    | Gent                  |
| 13  | D    | Tin Jedvaj        | 28 de novembro de 1995 (22 anos)  | 10    | 0    | Bayer Leverkusen      |
| 14  | M    | Filip Bradarić    | 11 de janeiro de 1992 (26 anos)   | 3     | 0    | Rijeka                |
| 15  | D    | Duje Ćaleta-Car   | 17 de setembro de 1996 (21 anos)  | 0     | 0    | Red Bull Salzburg     |
| 16  | A    | Nikola Kalinić.   | 5 de janeiro de 1988 (30 anos)    | 41    | 15   | Milan                 |
| 17  | A    | Mario Mandžukić   | 21 de maio de 1986 (32 anos)      | 82    | 30   | Juventus              |
| 18  | A    | Ante Rebić        | 21 de setembro de 1993 (24 anos)  | 14    | 1    | Eintracht Frankfurt   |
| 19  | M    | Milan Badelj      | 25 de fevereiro de 1989 (29 anos) | 36    | 1    | Fiorentina            |
| 20  | A    | Marko Pjaca       | 6 de maio de 1995 (23 anos)       | 15    | 1    | Schalke 04            |
| 21  | D    | Domagoj Vida      | 29 de abril de 1989 (29 anos)     | 57    | 2    | Beşiktaş              |
| 22  | D    | Josip Pivarić     | 30 de janeiro de 1989 (29 anos)   | 19    | 0    | Dynamo Kyiv           |
| 23  | GR   | Danijel Subašić   | 27 de outubro de 1984 (33 anos)   | 36    | 0    | Monaco                |

### Islândia
Treinador:  Heimir Hallgrímsson
A convocação final foi anunciada em 11 de maio de 2018.
| No. | Pos. | Jogador                    | Idade                             | Jogos | Gols | Clube                |
| --- | ---- | -------------------------- | --------------------------------- | ----- | ---- | -------------------- |
| 1   | GR   | Hannes Þór Halldórsson     | 27 de abril de 1984 (40 anos)     | 48    | 0    | Randers              |
| 2   | D    | Birkir Sævarsson           | 11 de novembro de 1984 (40 anos)  | 78    | 1    | Valur                |
| 3   | D    | Samúel Friðjónsson         | 22 de fevereiro de 1996 (29 anos) | 3     | 0    | Vålerenga            |
| 4   | A    | Albert Guðmundsson         | 15 de junho de 1997 (27 anos)     | 4     | 3    | PSV Eindhoven        |
| 5   | D    | Sverrir Ingi Ingason       | 5 de agosto de 1993 (31 anos)     | 18    | 3    | Rostov               |
| 6   | D    | Ragnar Sigurðsson          | 19 de junho de 1986 (38 anos)     | 75    | 3    | Rostov               |
| 7   | M    | Jóhann Berg Guðmundsson    | 27 de outubro de 1990 (34 anos)   | 65    | 7    | Burnley              |
| 8   | M    | Birkir Bjarnason           | 27 de maio de 1988 (36 anos)      | 65    | 9    | Aston Villa          |
| 9   | A    | Björn Bergmann Sigurðarson | 26 de fevereiro de 1991 (34 anos) | 10    | 1    | Rostov               |
| 10  | M    | Gylfi Sigurðsson           | 8 de setembro de 1989 (35 anos)   | 55    | 18   | Everton              |
| 11  | A    | Alfreð Finnbogason         | 1 de fevereiro de 1989 (36 anos)  | 45    | 11   | FC Augsburg          |
| 12  | GR   | Frederik Schram            | 19 de janeiro de 1995 (30 anos)   | 3     | 0    | Roskilde             |
| 13  | GR   | Rúnar Alex Rúnarsson       | 18 de fevereiro de 1995 (30 anos) | 3     | 0    | Nordsjælland         |
| 14  | D    | Kári Árnason               | 13 de outubro de 1982 (42 anos)   | 65    | 4    | Aberdeen             |
| 15  | D    | Hólmar Örn Eyjólfsson      | 6 de agosto de 1990 (34 anos)     | 9     | 1    | Levski Sofia         |
| 16  | M    | Ólafur Ingi Skúlason       | 1 de abril de 1983 (41 anos)      | 35    | 1    | Kardemir Karabükspor |
| 17  | M    | Aron Gunnarsson            | 22 de abril de 1989 (35 anos)     | 77    | 2    | Cardiff City ()      |
| 18  | D    | Hörður Björgvin Magnússon  | 11 de fevereiro de 1993 (32 anos) | 15    | 2    | Bristol City         |
| 19  | M    | Rúrik Gíslason             | 25 de fevereiro de 1988 (37 anos) | 45    | 3    | SV Sandhausen        |
| 20  | M    | Emil Hallfreðsson          | 29 de junho de 1984 (40 anos)     | 62    | 1    | Udinese              |
| 21  | M    | Arnór Ingvi Traustason     | 30 de abril de 1993 (31 anos)     | 18    | 5    | Malmö                |
| 22  | A    | Jón Daði Böðvarsson        | 25 de maio de 1992 (32 anos)      | 36    | 2    | Reading              |
| 23  | D    | Ari Freyr Skúlason         | 14 de maio de 1987 (37 anos)      | 54    | 0    | Lokeren              |

### Nigéria
Treinador:  Gernot Rohr
A convocação final foi anunciada em 3 de junho de 2018.
| No. | Pos. | Jogador              | Idade                            | Jogos | Gols | Clube               |
| --- | ---- | -------------------- | -------------------------------- | ----- | ---- | ------------------- |
| 1   | GR   | Ikechukwu Ezenwa     | 16 de outubro de 1988 (36 anos)  | 24    | 0    | Enyimba             |
| 2   | D    | Brian Idowu          | 18 de maio de 1992 (32 anos)     | 4     | 1    | Amkar Perm          |
| 3   | D    | Elderson Echiéjilé   | 20 de janeiro de 1988 (37 anos)  | 61    | 3    | Cercle Brugge       |
| 4   | M    | Wilfred Ndidi        | 16 de dezembro de 1996 (28 anos) | 16    | 0    | Leicester City      |
| 5   | D    | William Troost-Ekong | 1 de setembro de 1993 (31 anos)  | 21    | 1    | Bursaspor           |
| 6   | D    | Leon Balogun         | 28 de junho de 1988 (36 anos)    | 18    | 0    | Mainz 05            |
| 7   | A    | Ahmed Musa           | 14 de outubro de 1992 (32 anos)  | 71    | 13   | CSKA Moscou         |
| 8   | M    | Peter Etebo          | 9 de novembro de 1995 (29 anos)  | 14    | 1    | Las Palmas          |
| 9   | A    | Odion Ighalo         | 16 de junho de 1989 (35 anos)    | 18    | 4    | Changchun Yatai     |
| 10  | M    | John Obi Mikel       | 22 de abril de 1987 (37 anos)    | 84    | 6    | Tianjin TEDA ()     |
| 11  | A    | Victor Moses         | 12 de dezembro de 1990 (34 anos) | 33    | 11   | Chelsea             |
| 12  | D    | Abdullahi Shehu      | 12 de março de 1993 (32 anos)    | 24    | 0    | Bursaspor           |
| 13  | A    | Simeon Nwankwo       | 7 de maio de 1992 (32 anos)      | 1     | 0    | Crotone             |
| 14  | A    | Kelechi Iheanacho    | 10 de março de 1996 (29 anos)    | 17    | 8    | Leicester City      |
| 15  | M    | Joel Obi             | 22 de maio de 1991 (33 anos)     | 17    | 0    | Torino              |
| 16  | GR   | Daniel Akpeyi        | 8 de março de 1986 (39 anos)     | 7     | 0    | Chippa United       |
| 17  | M    | Ogenyi Onazi         | 25 de dezembro de 1992 (32 anos) | 52    | 1    | Trabzonspor         |
| 18  | A    | Alex Iwobi           | 3 de maio de 1996 (28 anos)      | 18    | 5    | Arsenal             |
| 19  | M    | John Ugochukwu       | 20 de abril de 1988 (36 anos)    | 19    | 2    | Hapoel Be'er Sheva  |
| 20  | D    | Chidozie Awaziem     | 1 de janeiro de 1997 (28 anos)   | 4     | 0    | Nantes              |
| 21  | D    | Tyronne Ebuehi       | 16 de dezembro de 1995 (29 anos) | 6     | 0    | ADO Den Haag        |
| 22  | D    | Kenneth Omeruo       | 17 de outubro de 1993 (31 anos)  | 39    | 0    | Kasımpaşa           |
| 23  | GR   | Francis Uzoho        | 28 de outubro de 1998 (26 anos)  | 5     | 0    | Deportivo La Coruña |

## Grupo E

### Brasil
Treinador:  Tite
A convocação final foi anunciada em 14 de maio de 2018. Numeração oficial anunciada em 1 de junho de 2018.
| No. | Pos. | Jogador           | Idade                             | Jogos | Gols | Clube                |
| --- | ---- | ----------------- | --------------------------------- | ----- | ---- | -------------------- |
| 1   | GR   | Alisson Becker    | 2 de outubro de 1992 (32 anos)    | 24    | 0    | Roma                 |
| 2   | D    | Thiago Silva      | 22 de setembro de 1984 (40 anos)  | 69    | 5    | Paris Saint-Germain  |
| 3   | D    | Miranda           | 7 de setembro de 1984 (40 anos)   | 45    | 2    | Internazionale       |
| 4   | D    | Pedro Geromel     | 21 de setembro de 1985 (39 anos)  | 2     | 0    | Grêmio               |
| 5   | M    | Casemiro          | 23 de fevereiro de 1992 (33 anos) | 22    | 0    | Real Madrid          |
| 6   | D    | Filipe Luís       | 9 de agosto de 1985 (39 anos)     | 31    | 2    | Atlético de Madrid   |
| 7   | A    | Douglas Costa     | 14 de setembro de 1990 (34 anos)  | 24    | 3    | Juventus             |
| 8   | M    | Renato Augusto    | 8 de fevereiro de 1988 (37 anos)  | 28    | 5    | Beijing Sinobo Guoan |
| 9   | A    | Gabriel Jesus     | 3 de abril de 1997 (27 anos)      | 15    | 9    | Manchester City      |
| 10  | A    | Neymar            | 5 de fevereiro de 1992 (33 anos)  | 83    | 53   | Paris Saint-Germain  |
| 11  | M    | Philippe Coutinho | 12 de junho de 1992 (32 anos)     | 35    | 9    | Barcelona            |
| 12  | D    | Marcelo           | 12 de maio de 1988 (36 anos)      | 52    | 6    | Real Madrid          |
| 13  | D    | Marquinhos        | 14 de maio de 1994 (30 anos)      | 24    | 0    | Paris Saint-Germain  |
| 14  | D    | Danilo            | 15 de julho de 1991 (33 anos)     | 16    | 0    | Manchester City      |
| 15  | M    | Paulinho          | 25 de julho de 1988 (36 anos)     | 48    | 12   | Barcelona            |
| 16  | GR   | Cássio            | 6 de junho de 1987 (37 anos)      | 1     | 0    | Corinthians          |
| 17  | M    | Fernandinho       | 4 de maio de 1985 (39 anos)       | 42    | 2    | Manchester City      |
| 18  | M    | Fred              | 5 de março de 1993 (32 anos)      | 7     | 0    | Manchester United    |
| 19  | M    | Willian           | 9 de agosto de 1988 (36 anos)     | 55    | 8    | Chelsea              |
| 20  | A    | Roberto Firmino   | 2 de outubro de 1991 (33 anos)    | 19    | 5    | Liverpool            |
| 21  | A    | Taison            | 13 de janeiro de 1988 (37 anos)   | 6     | 1    | Shakhtar Donetsk     |
| 22  | D    | Fagner            | 11 de junho de 1989 (35 anos)     | 4     | 0    | Corinthians          |
| 23  | GR   | Ederson Moraes    | 17 de agosto de 1993 (31 anos)    | 1     | 0    | Manchester City      |

### Costa Rica
Treinador:  Óscar Ramírez
A convocação final foi anunciada em 14 de maio de 2018. Em 14 de junho Rónald Matarrita foi cortado por lesão, e Kenner Gutiérrez foi chamado em seu lugar.
| No. | Pos. | Jogador            | Idade                             | Jogos | Gols | Clube                  |
| --- | ---- | ------------------ | --------------------------------- | ----- | ---- | ---------------------- |
| 1   | GR   | Keylor Navas       | 15 de dezembro de 1986 (38 anos)  | 78    | 0    | Real Madrid            |
| 2   | D    | Johnny Acosta      | 21 de julho de 1983 (41 anos)     | 67    | 2    | Águilas Doradas        |
| 3   | D    | Giancarlo González | 8 de fevereiro de 1988 (37 anos)  | 67    | 2    | Bologna                |
| 4   | D    | Ian Smith          | 6 de março de 1998 (27 anos)      | 1     | 0    | Norrköping             |
| 5   | M    | Celso Borges       | 27 de maio de 1988 (36 anos)      | 110   | 21   | Deportivo La Coruña    |
| 6   | D    | Óscar Duarte       | 3 de junho de 1989 (35 anos)      | 37    | 2    | Espanyol               |
| 7   | M    | Christian Bolaños  | 30 de maio de 1984 (40 anos)      | 79    | 6    | Saprissa               |
| 8   | D    | Bryan Oviedo       | 18 de fevereiro de 1990 (35 anos) | 41    | 1    | Sunderland             |
| 9   | M    | Daniel Colindres   | 28 de maio de 1985 (39 anos)      | 10    | 0    | Saprissa               |
| 10  | A    | Bryan Ruiz         | 18 de agosto de 1985 (39 anos)    | 109   | 23   | Sporting ()            |
| 11  | A    | Johan Venegas      | 27 de novembro de 1988 (36 anos)  | 44    | 9    | Saprissa               |
| 12  | A    | Joel Campbell      | 26 de junho de 1992 (32 anos)     | 76    | 14   | Real Betis             |
| 13  | M    | Rodney Wallace     | 17 de junho de 1988 (36 anos)     | 30    | 4    | New York City FC       |
| 14  | M    | Randall Azofeifa   | 30 de dezembro de 1984 (40 anos)  | 57    | 3    | Herediano              |
| 15  | D    | Francisco Calvo    | 8 de julho de 1992 (32 anos)      | 35    | 3    | Minnesota United       |
| 16  | D    | Cristian Gamboa    | 24 de outubro de 1989 (35 anos)   | 65    | 3    | Celtic                 |
| 17  | M    | Yeltsin Tejeda     | 17 de março de 1992 (33 anos)     | 48    | 0    | Lausanne               |
| 18  | GR   | Patrick Pemberton  | 24 de maio de 1982 (42 anos)      | 39    | 0    | Alajuelense            |
| 19  | D    | Kendall Waston     | 1 de janeiro de 1988 (37 anos)    | 24    | 3    | Vancouver Whitecaps FC |
| 20  | M    | David Guzmán       | 18 de fevereiro de 1990 (35 anos) | 40    | 0    | Portland Timbers       |
| 21  | A    | Marco Ureña        | 5 de março de 1990 (35 anos)      | 62    | 15   | Los Angeles FC         |
| 22  | D    | Kenner Gutiérrez   | 9 de junho de 1989 (35 anos)      | 9     | 0    | Alajuelense            |
| 23  | GR   | Leonel Moreira     | 2 de abril de 1990 (34 anos)      | 8     | 0    | Herediano              |

### Sérvia
Treinador:  Mladen Krstajić
A convocação final foi anunciada em 1 de junho de 2018.
| No. | Pos. | Jogador                 | Idade                             | Jogos | Gols | Clube               |
| --- | ---- | ----------------------- | --------------------------------- | ----- | ---- | ------------------- |
| 1   | GR   | Vladimir Stojković      | 28 de julho de 1983 (41 anos)     | 80    | 0    | Partizan            |
| 2   | D    | Antonio Rukavina        | 26 de janeiro de 1984 (41 anos)   | 46    | 0    | Villarreal          |
| 3   | D    | Duško Tošić             | 19 de janeiro de 1985 (40 anos)   | 23    | 1    | Beşiktaş            |
| 4   | M    | Luka Milivojević        | 7 de abril de 1991 (33 anos)      | 27    | 1    | Crystal Palace      |
| 5   | D    | Uroš Spajić             | 13 de fevereiro de 1993 (32 anos) | 5     | 0    | Anderlecht          |
| 6   | D    | Branislav Ivanović      | 22 de fevereiro de 1984 (41 anos) | 102   | 12   | Zenit               |
| 7   | M    | Andrija Živković        | 11 de julho de 1996 (28 anos)     | 10    | 0    | Benfica             |
| 8   | A    | Aleksandar Prijović     | 21 de abril de 1990 (34 anos)     | 8     | 1    | PAOK                |
| 9   | A    | Aleksandar Mitrović     | 16 de setembro de 1994 (30 anos)  | 36    | 13   | Fulham              |
| 10  | M    | Dušan Tadić             | 20 de novembro de 1988 (36 anos)  | 52    | 13   | Southampton         |
| 11  | D    | Aleksandar Kolarov      | 10 de novembro de 1985 (39 anos)  | 75    | 10   | Roma ()             |
| 12  | GR   | Predrag Rajković        | 31 de outubro de 1995 (29 anos)   | 7     | 0    | Maccabi Tel Aviv    |
| 13  | D    | Miloš Veljković         | 26 de setembro de 1995 (29 anos)  | 2     | 0    | Werder Bremen       |
| 14  | D    | Milan Rodić             | 2 de abril de 1991 (33 anos)      | 1     | 0    | Estrela Vermelha    |
| 15  | D    | Nikola Milenković       | 12 de outubro de 1997 (27 anos)   | 2     | 0    | Fiorentina          |
| 16  | M    | Marko Grujić            | 13 de abril de 1996 (28 anos)     | 7     | 0    | Cardiff City        |
| 17  | M    | Filip Kostić            | 1 de novembro de 1992 (32 anos)   | 22    | 2    | Hamburgo            |
| 18  | A    | Nemanja Radonjić        | 15 de fevereiro de 1996 (29 anos) | 2     | 0    | Estrela Vermelha    |
| 19  | A    | Luka Jović              | 23 de dezembro de 1997 (27 anos)  | 1     | 0    | Eintracht Frankfurt |
| 20  | M    | Sergej Milinković-Savić | 27 de fevereiro de 1995 (30 anos) | 3     | 0    | Lazio               |
| 21  | M    | Nemanja Matić           | 1 de agosto de 1988 (36 anos)     | 39    | 2    | Manchester United   |
| 22  | M    | Adem Ljajić             | 29 de setembro de 1991 (33 anos)  | 28    | 5    | Torino              |
| 23  | GR   | Marko Dmitrović         | 24 de janeiro de 1992 (33 anos)   | 2     | 0    | Eibar               |

### Suíça
Treinador:  Vladimir Petković
A convocação final foi anunciada em 4 de junho de 2018.
| No. | Pos. | Jogador              | Idade                             | Jogos | Gols | Clube                    |
| --- | ---- | -------------------- | --------------------------------- | ----- | ---- | ------------------------ |
| 1   | GR   | Yann Sommer          | 17 de dezembro de 1988 (36 anos)  | 35    | 0    | Borussia Mönchengladbach |
| 2   | D    | Stephan Lichtsteiner | 16 de janeiro de 1984 (41 anos)   | 99    | 8    | Juventus ()              |
| 3   | D    | François Moubandje   | 21 de junho de 1990 (34 anos)     | 17    | 0    | Toulouse                 |
| 4   | D    | Nico Elvedi          | 30 de setembro de 1996 (28 anos)  | 5     | 0    | Borussia Mönchengladbach |
| 5   | D    | Manuel Akanji        | 19 de julho de 1995 (29 anos)     | 6     | 0    | Borussia Dortmund        |
| 6   | D    | Michael Lang         | 8 de fevereiro de 1991 (34 anos)  | 24    | 2    | Basel                    |
| 7   | A    | Breel Embolo         | 14 de fevereiro de 1997 (28 anos) | 24    | 3    | Schalke 04               |
| 8   | M    | Remo Freuler         | 15 de abril de 1992 (32 anos)     | 9     | 0    | Atalanta                 |
| 9   | A    | Haris Seferović      | 22 de fevereiro de 1992 (33 anos) | 50    | 11   | Benfica                  |
| 10  | M    | Granit Xhaka         | 27 de setembro de 1992 (32 anos)  | 61    | 9    | Arsenal                  |
| 11  | M    | Valon Behrami        | 19 de abril de 1985 (39 anos)     | 78    | 2    | Udinese                  |
| 12  | GR   | Yvon Mvogo           | 6 de junho de 1994 (30 anos)      | 0     | 0    | RB Leipzig               |
| 13  | D    | Ricardo Rodríguez    | 25 de agosto de 1992 (32 anos)    | 52    | 4    | Milan                    |
| 14  | M    | Steven Zuber         | 17 de agosto de 1991 (33 anos)    | 11    | 3    | Hoffenheim               |
| 15  | M    | Blerim Džemaili      | 12 de abril de 1986 (38 anos)     | 64    | 9    | Bologna                  |
| 16  | M    | Gelson Fernandes     | 2 de setembro de 1986 (38 anos)   | 67    | 2    | Eintracht Frankfurt      |
| 17  | M    | Denis Zakaria        | 20 de novembro de 1996 (28 anos)  | 10    | 0    | Borussia Mönchengladbach |
| 18  | A    | Mario Gavranović     | 24 de novembro de 1989 (35 anos)  | 13    | 5    | Dinamo Zagreb            |
| 19  | A    | Josip Drmić          | 8 de agosto de 1992 (32 anos)     | 28    | 9    | Borussia Mönchengladbach |
| 20  | D    | Johan Djourou        | 18 de janeiro de 1987 (38 anos)   | 74    | 2    | Antalyaspor              |
| 21  | GR   | Roman Bürki          | 14 de novembro de 1990 (34 anos)  | 8     | 0    | Borussia Dortmund        |
| 22  | D    | Fabian Schär         | 20 de dezembro de 1991 (33 anos)  | 38    | 7    | Deportivo La Coruña      |
| 23  | M    | Xherdan Shaqiri      | 10 de outubro de 1991 (33 anos)   | 69    | 20   | Stoke City               |

## Grupo F

### Alemanha
Treinador:  Joachim Löw
O plantel preliminar de 27 jogadores foi anunciado em 15 de maio de 2018. A lista final foi anunciada em 4 de junho de 2018.
| No. | Pos. | Jogador               | Idade                             | Jogos | Gols | Clube                    |
| --- | ---- | --------------------- | --------------------------------- | ----- | ---- | ------------------------ |
| 1   | GR   | Manuel Neuer          | 27 de março de 1986 (32 anos)     | 74    | 0    | Bayern Munich ()         |
| 2   | D    | Marvin Plattenhardt   | 26 de janeiro de 1992 (26 anos)   | 6     | 0    | Hertha BSC               |
| 3   | D    | Jonas Hector          | 27 de maio de 1990 (28 anos)      | 36    | 3    | 1. FC Köln               |
| 4   | D    | Matthias Ginter       | 19 de janeiro de 1994 (24 anos)   | 17    | 0    | Borussia Mönchengladbach |
| 5   | D    | Mats Hummels          | 16 de dezembro de 1988 (29 anos)  | 63    | 5    | FC Bayern München        |
| 6   | M    | Sami Khedira          | 4 de abril de 1987 (31 anos)      | 73    | 7    | Juventus                 |
| 7   | M    | Julian Draxler        | 20 de setembro de 1993 (24 anos)  | 42    | 6    | Paris Saint-Germain      |
| 8   | M    | Toni Kroos            | 4 de janeiro de 1990 (28 anos)    | 82    | 12   | Real Madrid              |
| 9   | A    | Timo Werner           | 6 de março de 1996 (22 anos)      | 12    | 7    | RB Leipzig               |
| 10  | M    | Mesut Özil            | 15 de outubro de 1988 (29 anos)   | 89    | 22   | Arsenal                  |
| 11  | M    | Marco Reus            | 31 de maio de 1989 (29 anos)      | 29    | 9    | Borussia Dortmund        |
| 12  | GR   | Kevin Trapp           | 8 de julho de 1990 (27 anos)      | 3     | 0    | Paris Saint-Germain      |
| 13  | A    | Thomas Müller         | 13 de setembro de 1989 (28 anos)  | 90    | 38   | FC Bayern München        |
| 14  | M    | Leon Goretzka         | 6 de fevereiro de 1995 (23 anos)  | 14    | 6    | Schalke 04               |
| 15  | D    | Niklas Süle           | 3 de setembro de 1995 (22 anos)   | 9     | 0    | FC Bayern München        |
| 16  | D    | Antonio Rüdiger       | 3 de março de 1993 (25 anos)      | 23    | 1    | Chelsea                  |
| 17  | D    | Jérôme Boateng        | 3 de setembro de 1988 (29 anos)   | 70    | 1    | FC Bayern München        |
| 18  | D    | Joshua Kimmich        | 8 de fevereiro de 1995 (23 anos)  | 27    | 3    | FC Bayern München        |
| 19  | M    | Sebastian Rudy        | 28 de fevereiro de 1990 (28 anos) | 24    | 1    | FC Bayern München        |
| 20  | M    | Julian Brandt         | 2 de maio de 1996 (22 anos)       | 14    | 1    | Bayer Leverkusen         |
| 21  | M    | İlkay Gündoğan        | 24 de outubro de 1990 (27 anos)   | 24    | 4    | Manchester City          |
| 22  | GR   | Marc-André ter Stegen | 30 de abril de 1992 (26 anos)     | 19    | 0    | Barcelona                |
| 23  | A    | Mario Gómez           | 10 de julho de 1985 (32 anos)     | 73    | 31   | VfB Stuttgart            |

### Coreia do Sul
Treinador:  Shin Tae-yong
A convocação final foi anunciada em 2 de junho de 2018.
| No. | Pos. | Jogador         | Idade                             | Jogos | Gols | Clube                  |
| --- | ---- | --------------- | --------------------------------- | ----- | ---- | ---------------------- |
| 1   | GR   | Kim Seung-gyu   | 30 de setembro de 1990 (34 anos)  | 32    | 0    | Vissel Kobe            |
| 2   | D    | Lee Yong        | 24 de dezembro de 1986 (38 anos)  | 26    | 0    | Jeonbuk Hyundai Motors |
| 3   | D    | Jung Seung-hyun | 3 de abril de 1994 (30 anos)      | 6     | 0    | Sagan Tosu             |
| 4   | D    | Oh Ban-suk      | 20 de maio de 1988 (36 anos)      | 2     | 0    | Jeju United            |
| 5   | D    | Yun Young-sun   | 4 de outubro de 1988 (36 anos)    | 5     | 0    | Seongnam               |
| 6   | D    | Park Joo-ho     | 16 de janeiro de 1987 (38 anos)   | 35    | 0    | Ulsan Hyundai          |
| 7   | A    | Son Heung-min   | 8 de julho de 1992 (32 anos)      | 65    | 21   | Tottenham Hotspur      |
| 8   | M    | Ju Se-jong      | 30 de outubro de 1990 (34 anos)   | 10    | 1    | Asan Mugunghwa         |
| 9   | A    | Kim Shin-wook   | 14 de abril de 1988 (36 anos)     | 48    | 10   | Jeonbuk Hyundai Motors |
| 10  | M    | Lee Seung-woo   | 6 de janeiro de 1998 (27 anos)    | 2     | 0    | Hellas Verona          |
| 11  | A    | Hwang Hee-chan  | 26 de janeiro de 1996 (29 anos)   | 13    | 2    | Red Bull Salzburg      |
| 12  | D    | Kim Min-woo     | 25 de fevereiro de 1990 (35 anos) | 18    | 1    | Sangju Sangmu          |
| 13  | M    | Koo Ja-cheol    | 27 de fevereiro de 1989 (36 anos) | 66    | 19   | FC Augsburg            |
| 14  | D    | Hong Chul       | 17 de setembro de 1990 (34 anos)  | 14    | 0    | Sangju Sangmu          |
| 15  | M    | Jung Woo-young  | 14 de dezembro de 1989 (35 anos)  | 28    | 1    | Vissel Kobe            |
| 16  | M    | Ki Sung-yueng   | 24 de janeiro de 1989 (36 anos)   | 100   | 10   | Swansea City ()        |
| 17  | M    | Lee Jae-sung    | 10 de agosto de 1992 (32 anos)    | 33    | 6    | Jeonbuk Hyundai Motors |
| 18  | M    | Moon Seon-min   | 9 de junho de 1992 (32 anos)      | 2     | 1    | Incheon United         |
| 19  | D    | Kim Young-gwon  | 27 de fevereiro de 1990 (35 anos) | 51    | 2    | Guangzhou Evergrande   |
| 20  | D    | Jang Hyun-soo   | 28 de setembro de 1991 (33 anos)  | 49    | 3    | FC Tokyo               |
| 21  | GR   | Kim Jin-hyeon   | 6 de julho de 1987 (37 anos)      | 14    | 0    | Cerezo Osaka           |
| 22  | D    | Go Yo-han       | 10 de março de 1988 (37 anos)     | 19    | 0    | FC Seoul               |
| 23  | GR   | Jo Hyeon-woo    | 25 de setembro de 1991 (33 anos)  | 5     | 0    | Daegu FC               |

### México
Treinador:  Juan Carlos Osorio
A convocação final foi anunciada em 4 de junho de 2018.
| No. | Pos. | Jogador              | Idade                             | Jogos | Gols | Clube               |
| --- | ---- | -------------------- | --------------------------------- | ----- | ---- | ------------------- |
| 1   | GR   | José de Jesús Corona | 26 de janeiro de 1981 (37 anos)   | 52    | 0    | Cruz Azul           |
| 2   | D    | Hugo Ayala           | 31 de março de 1987 (31 anos)     | 42    | 1    | UANL                |
| 3   | D    | Carlos Salcedo       | 29 de setembro de 1993 (24 anos)  | 20    | 0    | Eintracht Frankfurt |
| 4   | D    | Rafael Márquez       | 13 de fevereiro de 1979 (39 anos) | 144   | 18   | Atlas               |
| 5   | D    | Diego Reyes          | 19 de setembro de 1992 (25 anos)  | 55    | 1    | Porto               |
| 6   | M    | Jonathan dos Santos  | 26 de abril de 1990 (28 anos)     | 31    | 0    | LA Galaxy           |
| 7   | M    | Miguel Layún         | 25 de junho de 1988 (29 anos)     | 63    | 6    | Sevilla             |
| 8   | A    | Marco Fabián         | 21 de julho de 1989 (28 anos)     | 38    | 9    | Eintracht Frankfurt |
| 9   | A    | Raúl Jiménez         | 5 de maio de 1991 (27 anos)       | 63    | 13   | Benfica             |
| 10  | M    | Giovani dos Santos   | 11 de maio de 1989 (29 anos)      | 104   | 19   | LA Galaxy           |
| 11  | A    | Carlos Vela          | 1 de março de 1989 (29 anos)      | 68    | 18   | Los Angeles FC      |
| 12  | GR   | Alfredo Talavera     | 18 de setembro de 1982 (35 anos)  | 27    | 0    | Toluca              |
| 13  | GR   | Guillermo Ochoa      | 13 de julho de 1985 (32 anos)     | 93    | 0    | Standard Liège      |
| 14  | A    | Javier Hernández     | 1 de junho de 1988 (30 anos)      | 101   | 49   | West Ham United     |
| 15  | D    | Héctor Moreno        | 17 de janeiro de 1988 (30 anos)   | 91    | 3    | Real Sociedad       |
| 16  | D    | Héctor Herrera       | 19 de abril de 1990 (28 anos)     | 65    | 5    | Porto               |
| 17  | M    | Jesús Manuel Corona  | 6 de janeiro de 1993 (25 anos)    | 35    | 7    | Porto               |
| 18  | M    | Andrés Guardado      | 28 de setembro de 1986 (31 anos)  | 144   | 25   | Real Betis ()       |
| 19  | A    | Oribe Peralta        | 12 de janeiro de 1984 (34 anos)   | 66    | 26   | América             |
| 20  | M    | Javier Aquino        | 11 de fevereiro de 1990 (28 anos) | 53    | 0    | UANL                |
| 21  | D    | Edson Álvarez        | 24 de outubro de 1997 (20 anos)   | 12    | 1    | América             |
| 22  | A    | Hirving Lozano       | 30 de julho de 1995 (22 anos)     | 27    | 7    | PSV Eindhoven       |
| 23  | M    | Jesús Gallardo       | 15 de agosto de 1994 (23 anos)    | 22    | 0    | UNAM                |

### Suécia
Treinador:  Janne Andersson
A convocação final foi anunciada em 15 de maio de 2018.
| No. | Pos. | Jogador              | Idade                             | Jogos | Gols | Clube               |
| --- | ---- | -------------------- | --------------------------------- | ----- | ---- | ------------------- |
| 1   | GR   | Robin Olsen          | 8 de janeiro de 1990 (28 anos)    | 17    | 0    | Copenhagen          |
| 2   | D    | Mikael Lustig        | 13 de dezembro de 1986 (31 anos)  | 65    | 6    | Celtic              |
| 3   | D    | Victor Lindelöf      | 17 de julho de 1994 (23 anos)     | 20    | 1    | Manchester United   |
| 4   | D    | Andreas Granqvist    | 16 de abril de 1985 (33 anos)     | 71    | 6    | Krasnodar ()        |
| 5   | D    | Martin Olsson        | 17 de maio de 1988 (30 anos)      | 43    | 5    | Swansea City        |
| 6   | D    | Ludwig Augustinsson  | 21 de abril de 1994 (24 anos)     | 14    | 0    | Werder Bremen       |
| 7   | M    | Sebastian Larsson    | 6 de junho de 1985 (33 anos)      | 99    | 6    | Hull City           |
| 8   | M    | Albin Ekdal          | 28 de julho de 1989 (28 anos)     | 33    | 0    | Hamburger SV        |
| 9   | A    | Marcus Berg          | 17 de agosto de 1986 (31 anos)    | 56    | 18   | Al Ain              |
| 10  | M    | Emil Forsberg        | 23 de outubro de 1991 (26 anos)   | 35    | 6    | RB Leipzig          |
| 11  | A    | John Guidetti        | 15 de abril de 1992 (26 anos)     | 20    | 1    | Alavés              |
| 12  | GR   | Karl-Johan Johnsson  | 28 de janeiro de 1990 (28 anos)   | 5     | 0    | Guingamp            |
| 13  | M    | Gustav Svensson      | 7 de fevereiro de 1987 (31 anos)  | 12    | 0    | Seattle Sounders FC |
| 14  | D    | Filip Helander       | 22 de abril de 1993 (25 anos)     | 4     | 0    | Bologna             |
| 15  | M    | Oscar Hiljemark      | 28 de junho de 1992 (25 anos)     | 21    | 2    | Genoa               |
| 16  | D    | Emil Krafth          | 2 de agosto de 1994 (23 anos)     | 12    | 0    | Bologna             |
| 17  | M    | Viktor Claesson      | 2 de janeiro de 1992 (26 anos)    | 21    | 3    | Krasnodar           |
| 18  | D    | Pontus Jansson       | 13 de fevereiro de 1991 (27 anos) | 15    | 0    | Leeds United        |
| 19  | M    | Marcus Rohdén        | 11 de maio de 1991 (27 anos)      | 11    | 1    | Crotone             |
| 20  | A    | Ola Toivonen         | 3 de julho de 1986 (31 anos)      | 58    | 13   | Toulouse            |
| 21  | M    | Jimmy Durmaz         | 22 de março de 1989 (29 anos)     | 45    | 3    | Toulouse            |
| 22  | A    | Isaac Thelin         | 24 de junho de 1992 (25 anos)     | 19    | 2    | Waasland-Beveren    |
| 23  | GR   | Kristoffer Nordfeldt | 23 de junho de 1989 (28 anos)     | 8     | 0    | Swansea City        |

## Grupo G

### Bélgica
Treinador:  Roberto Martínez
A lista final foi anunciada em 4 de junho de 2018.
| No. | Pos. | Jogador            | Idade                            | Jogos | Gols | Clube                    |
| --- | ---- | ------------------ | -------------------------------- | ----- | ---- | ------------------------ |
| 1   | GR   | Thibaut Courtois   | 11 de maio de 1992 (26 anos)     | 56    | 0    | Chelsea                  |
| 2   | D    | Toby Alderweireld  | 2 de março de 1989 (29 anos)     | 72    | 3    | Tottenham Hotspur        |
| 3   | D    | Thomas Vermaelen   | 14 de novembro de 1985 (32 anos) | 64    | 1    | Barcelona                |
| 4   | D    | Vincent Kompany    | 10 de abril de 1986 (32 anos)    | 74    | 4    | Manchester City          |
| 5   | D    | Jan Vertonghen     | 24 de abril de 1987 (31 anos)    | 100   | 8    | Tottenham Hotspur        |
| 6   | M    | Axel Witsel        | 12 de janeiro de 1989 (29 anos)  | 85    | 9    | Tianjin Quanjian         |
| 7   | M    | Kevin De Bruyne    | 28 de junho de 1991 (26 anos)    | 57    | 13   | Manchester City          |
| 8   | M    | Marouane Fellaini  | 22 de novembro de 1987 (30 anos) | 79    | 16   | Manchester United        |
| 9   | A    | Romelu Lukaku      | 13 de maio de 1993 (25 anos)     | 64    | 30   | Manchester United        |
| 10  | A    | Eden Hazard        | 7 de janeiro de 1991 (27 anos)   | 82    | 21   | Chelsea ()               |
| 11  | M    | Yannick Carrasco   | 4 de setembro de 1993 (24 anos)  | 23    | 5    | Dalian Yifang            |
| 12  | GR   | Simon Mignolet     | 6 de março de 1988 (30 anos)     | 21    | 0    | Liverpool                |
| 13  | GR   | Koen Casteels      | 25 de junho de 1992 (25 anos)    | 0     | 0    | VfL Wolfsburg            |
| 14  | A    | Dries Mertens      | 6 de maio de 1987 (31 anos)      | 65    | 13   | Napoli                   |
| 15  | D    | Thomas Meunier     | 12 de setembro de 1991 (26 anos) | 23    | 5    | Paris Saint-Germain      |
| 16  | M    | Thorgan Hazard     | 29 de março de 1993 (25 anos)    | 8     | 1    | Borussia Mönchengladbach |
| 17  | M    | Youri Tielemans    | 7 de maio de 1997 (21 anos)      | 7     | 0    | Monaco                   |
| 18  | A    | Adnan Januzaj      | 5 de fevereiro de 1995 (23 anos) | 7     | 0    | Real Sociedad            |
| 19  | M    | Moussa Dembélé     | 16 de julho de 1987 (30 anos)    | 74    | 5    | Tottenham Hotspur        |
| 20  | D    | Dedryck Boyata     | 28 de novembro de 1990 (27 anos) | 5     | 0    | Celtic                   |
| 21  | A    | Michy Batshuayi    | 2 de outubro de 1993 (24 anos)   | 13    | 5    | Borussia Dortmund        |
| 22  | M    | Nacer Chadli       | 2 de agosto de 1989 (28 anos)    | 41    | 4    | West Bromwich Albion     |
| 23  | D    | Leander Dendoncker | 15 de abril de 1995 (23 anos)    | 4     | 0    | Anderlecht               |

### Inglaterra
Treinador:  Gareth Southgate
A convocação final foi anunciada em 16 de maio de 2018.
| No. | Pos. | Jogador                | Idade                             | Jogos | Gols | Clube             |
| --- | ---- | ---------------------- | --------------------------------- | ----- | ---- | ----------------- |
| 1   | GR   | Jordan Pickford        | 7 de março de 1994 (31 anos)      | 2     | 0    | Everton           |
| 2   | D    | Kyle Walker            | 28 de maio de 1990 (34 anos)      | 34    | 0    | Manchester City   |
| 3   | D    | Danny Rose             | 2 de julho de 1990 (34 anos)      | 16    | 0    | Tottenham         |
| 4   | M    | Eric Dier              | 15 de janeiro de 1994 (31 anos)   | 25    | 3    | Tottenham         |
| 5   | D    | John Stones            | 28 de maio de 1994 (30 anos)      | 24    | 0    | Manchester City   |
| 6   | D    | Harry Maguire          | 5 de março de 1993 (32 anos)      | 4     | 0    | Leicester         |
| 7   | M    | Jesse Lingard          | 15 de dezembro de 1992 (32 anos)  | 10    | 1    | Manchester United |
| 8   | M    | Jordan Henderson       | 17 de junho de 1990 (34 anos)     | 38    | 0    | Liverpool         |
| 9   | A    | Harry Kane             | 28 de julho de 1993 (31 anos)     | 23    | 12   | Tottenham         |
| 10  | M    | Raheem Sterling        | 8 de dezembro de 1994 (30 anos)   | 37    | 2    | Manchester City   |
| 11  | A    | Jamie Vardy            | 11 de janeiro de 1987 (38 anos)   | 21    | 7    | Leicester         |
| 12  | D    | Kieran Trippier        | 19 de setembro de 1990 (34 anos)  | 5     | 0    | Tottenham         |
| 13  | GR   | Jack Butland           | 10 de março de 1993 (32 anos)     | 7     | 0    | Stoke City        |
| 14  | A    | Danny Welbeck          | 26 de novembro de 1990 (34 anos)  | 37    | 15   | Arsenal           |
| 15  | D    | Gary Cahill            | 19 de dezembro de 1985 (39 anos)  | 58    | 4    | Chelsea           |
| 16  | D    | Phil Jones             | 21 de fevereiro de 1992 (33 anos) | 24    | 0    | Manchester United |
| 17  | M    | Fabian Delph           | 21 de novembro de 1989 (35 anos)  | 9     | 0    | Manchester City   |
| 18  | M    | Ashley Young           | 9 de julho de 1985 (39 anos)      | 33    | 7    | Manchester United |
| 19  | A    | Marcus Rashford        | 31 de outubro de 1997 (27 anos)   | 17    | 2    | Manchester United |
| 20  | M    | Dele Alli              | 11 de abril de 1996 (28 anos)     | 23    | 2    | Tottenham         |
| 21  | M    | Ruben Loftus-Cheek     | 23 de janeiro de 1996 (29 anos)   | 2     | 0    | Crystal Palace    |
| 22  | D    | Trent Alexander-Arnold | 7 de outubro de 1998 (26 anos)    | 0     | 0    | Liverpool         |
| 23  | GR   | Nick Pope              | 19 de abril de 1992 (32 anos)     | 0     | 0    | Burnley           |

### Panamá
Treinador:  Hernán Darío Gómez
A convocação final foi anunciada em 30 de maio de 2018.
| No. | Pos. | Jogador              | Idade                             | Jogos | Gols | Clube                |
| --- | ---- | -------------------- | --------------------------------- | ----- | ---- | -------------------- |
| 1   | GR   | Jaime Penedo         | 26 de setembro de 1981 (43 anos)  | 130   | 0    | Dinamo București     |
| 2   | D    | Michael Amir Murillo | 15 de fevereiro de 1996 (29 anos) | 21    | 2    | New York Red Bulls   |
| 3   | D    | Harold Cummings      | 1 de março de 1992 (33 anos)      | 51    | 0    | San José Earthquakes |
| 4   | D    | Fidel Escobar        | 9 de janeiro de 1995 (30 anos)    | 22    | 1    | New York Red Bulls   |
| 5   | D    | Román Torres         | 20 de março de 1986 (39 anos)     | 110   | 10   | Seattle Sounders FC  |
| 6   | M    | Gabriel Gómez        | 29 de maio de 1984 (40 anos)      | 143   | 12   | Atlético Bucaramanga |
| 7   | A    | Blas Pérez           | 13 de março de 1981 (44 anos)     | 117   | 43   | Municipal            |
| 8   | M    | Édgar Bárcenas       | 23 de outubro de 1993 (31 anos)   | 28    | 0    | Tapachula            |
| 9   | A    | Gabriel Torres       | 31 de outubro de 1988 (36 anos)   | 71    | 14   | Huachipato           |
| 10  | A    | Ismael Díaz          | 12 de maio de 1997 (27 anos)      | 10    | 2    | Deportivo Fabril     |
| 11  | M    | Armando Cooper       | 26 de novembro de 1987 (37 anos)  | 97    | 7    | Universidad de Chile |
| 12  | GR   | José Calderón        | 14 de agosto de 1985 (39 anos)    | 31    | 0    | Chorrillo            |
| 13  | D    | Adolfo Machado       | 14 de fevereiro de 1985 (40 anos) | 75    | 1    | Houston Dynamo       |
| 14  | M    | Valentín Pimentel    | 30 de maio de 1991 (33 anos)      | 22    | 1    | Plaza Amador         |
| 15  | D    | Erick Davis          | 31 de março de 1991 (33 anos)     | 37    | 0    | Dunajská Streda      |
| 16  | A    | Abdiel Arroyo        | 13 de dezembro de 1993 (31 anos)  | 33    | 5    | Alajuelense          |
| 17  | D    | Luis Ovalle          | 7 de setembro de 1988 (36 anos)   | 25    | 0    | Olimpia              |
| 18  | A    | Luis Tejada          | 28 de março de 1982 (42 anos)     | 105   | 43   | Sport Boys           |
| 19  | M    | Alberto Quintero     | 18 de dezembro de 1987 (37 anos)  | 89    | 5    | Universitario        |
| 20  | M    | Aníbal Godoy         | 10 de fevereiro de 1990 (35 anos) | 88    | 2    | San José Earthquakes |
| 21  | M    | José Luis Rodríguez  | 19 de junho de 1998 (26 anos)     | 1     | 0    | Gent                 |
| 22  | GR   | Álex Rodríguez       | 5 de agosto de 1990 (34 anos)     | 6     | 0    | San Francisco        |
| 23  | D    | Felipe Baloy         | 24 de fevereiro de 1981 (44 anos) | 102   | 3    | Municipal ()         |

### Tunísia
Treinador:  Nabil Maâloul
O plantel preliminar foi divulgado em 14 de maio de 2018. A convocação final foi anunciada em 2 de junho de 2018.
| No. | Pos. | Jogador                 | Idade                             | Jogos | Gols | Clube           |
| --- | ---- | ----------------------- | --------------------------------- | ----- | ---- | --------------- |
| 1   | GR   | Farouk Ben Mustapha     | 1 de julho de 1989 (28 anos)      | 15    | 0    | Al-Shabab       |
| 2   | D    | Syam Ben Youssef        | 31 de março de 1989 (29 anos)     | 41    | 1    | Kasımpaşa       |
| 3   | D    | Yohan Benalouane        | 28 de março de 1987 (31 anos)     | 3     | 0    | Leicester City  |
| 4   | D    | Yassine Meriah          | 2 de julho de 1993 (24 anos)      | 15    | 1    | CS Sfaxien      |
| 5   | D    | Oussama Haddadi         | 28 de janeiro de 1992 (26 anos)   | 8     | 0    | Dijon           |
| 6   | D    | Rami Bedoui             | 19 de janeiro de 1990 (28 anos)   | 8     | 0    | Étoile du Sahel |
| 7   | A    | Saîf-Eddine Khaoui      | 27 de abril de 1995 (23 anos)     | 4     | 0    | Troyes          |
| 8   | A    | Fakhreddine Ben Youssef | 23 de junho de 1991 (26 anos)     | 38    | 5    | Al-Ettifaq      |
| 9   | M    | Anice Badri             | 18 de setembro de 1990 (27 anos)  | 6     | 2    | Espérance       |
| 10  | A    | Wahbi Khazri            | 8 de fevereiro de 1991 (27 anos)  | 35    | 12   | Rennes          |
| 11  | D    | Dylan Bronn             | 19 de junho de 1995 (22 anos)     | 4     | 0    | Gent            |
| 12  | D    | Ali Maâloul             | 1 de janeiro de 1990 (28 anos)    | 45    | 0    | Al Ahly         |
| 13  | M    | Ferjani Sassi           | 18 de março de 1992 (26 anos)     | 38    | 3    | Al-Nassr        |
| 14  | M    | Mohamed Amine Ben Amor  | 3 de maio de 1992 (26 anos)       | 25    | 1    | Al-Ahli         |
| 15  | A    | Ahmed Khalil            | 21 de dezembro de 1994 (23 anos)  | 3     | 0    | Club Africain   |
| 16  | GR   | Aymen Mathlouthi        | 14 de setembro de 1984 (33 anos)  | 69    | 0    | Al-Batin ()     |
| 17  | M    | Ellyes Skhiri           | 10 de maio de 1995 (23 anos)      | 4     | 0    | Montpellier     |
| 18  | A    | Bassem Srarfi           | 25 de junho de 1997 (20 anos)     | 4     | 0    | Nice            |
| 19  | A    | Saber Khalifa           | 14 de outubro de 1986 (31 anos)   | 43    | 7    | Club Africain   |
| 20  | A    | Ghailene Chaalali       | 28 de fevereiro de 1994 (24 anos) | 6     | 1    | Espérance       |
| 21  | D    | Hamdi Nagguez           | 28 de outubro de 1992 (25 anos)   | 15    | 0    | Zamalek         |
| 22  | GR   | Mouez Hassen            | 5 de março de 1995 (23 anos)      | 3     | 0    | Châteauroux     |
| 23  | A    | Naïm Sliti              | 27 de julho de 1992 (25 anos)     | 16    | 3    | Dijon           |

## Grupo H

### Colômbia
Treinador:  José Pékerman
A convocação final foi anunciada em 4 de junho de 2018. Em 9 de junho, Farid Díaz substituiu Frank Fabra, cortado por lesão.
| No. | Pos. | Jogador                | Idade                             | Jogos | Gols | Clube                  |
| --- | ---- | ---------------------- | --------------------------------- | ----- | ---- | ---------------------- |
| 1   | GR   | David Ospina           | 31 de agosto de 1988 (36 anos)    | 86    | 0    | Arsenal                |
| 2   | D    | Cristián Zapata        | 30 de setembro de 1986 (38 anos)  | 55    | 2    | Milan                  |
| 3   | D    | Óscar Murillo          | 18 de abril de 1988 (36 anos)     | 13    | 0    | Pachuca                |
| 4   | D    | Santiago Arias         | 13 de janeiro de 1992 (33 anos)   | 41    | 0    | PSV Eindhoven          |
| 5   | M    | Wilmar Barrios         | 16 de outubro de 1993 (31 anos)   | 10    | 0    | Boca Juniors           |
| 6   | M    | Carlos Sánchez         | 6 de fevereiro de 1986 (39 anos)  | 85    | 0    | Espanyol               |
| 7   | A    | Carlos Bacca           | 8 de setembro de 1986 (38 anos)   | 45    | 14   | Villarreal             |
| 8   | M    | Abel Aguilar           | 6 de janeiro de 1985 (40 anos)    | 70    | 7    | Deportivo Cali         |
| 9   | A    | Radamel Falcao         | 10 de fevereiro de 1986 (39 anos) | 73    | 29   | Monaco ()              |
| 10  | M    | James Rodríguez        | 12 de julho de 1991 (33 anos)     | 63    | 21   | Bayern de Munique      |
| 11  | M    | Juan Cuadrado          | 26 de maio de 1988 (36 anos)      | 70    | 7    | Juventus               |
| 12  | GR   | Camilo Vargas          | 9 de março de 1989 (36 anos)      | 5     | 0    | Deportivo Cali         |
| 13  | D    | Yerry Mina             | 23 de setembro de 1994 (30 anos)  | 12    | 3    | Barcelona              |
| 14  | A    | Luis Muriel            | 16 de abril de 1991 (33 anos)     | 18    | 2    | Sevilla                |
| 15  | M    | Mateus Uribe           | 21 de março de 1991 (33 anos)     | 8     | 0    | América                |
| 16  | M    | Jefferson Lerma        | 25 de outubro de 1994 (30 anos)   | 5     | 0    | Levante                |
| 17  | D    | Johan Mojica           | 21 de agosto de 1992 (32 anos)    | 4     | 1    | Girona                 |
| 18  | D    | Farid Díaz             | 20 de julho de 1983 (41 anos)     | 13    | 0    | Olimpia                |
| 19  | A    | Miguel Borja           | 26 de janeiro de 1993 (32 anos)   | 7     | 2    | Palmeiras              |
| 20  | M    | Juan Quintero          | 18 de janeiro de 1993 (32 anos)   | 15    | 2    | River Plate            |
| 21  | A    | José Izquierdo         | 7 de julho de 1992 (32 anos)      | 5     | 1    | Brighton & Hove Albion |
| 22  | GR   | José Fernando Cuadrado | 1 de junho de 1985 (39 anos)      | 1     | 0    | Once Caldas            |
| 23  | D    | Davinson Sánchez       | 12 de junho de 1996 (28 anos)     | 9     | 0    | Tottenham Hotspur      |

### Japão
Treinador:  Akira Nishino
A convocação final foi anunciada em 31 de maio de 2018.